# Chris Harris, Jr.
Christopher "Chris" Harris, Jr. (nacido el 18 de junio de 1989) es un jugador profesional de fútbol americano estadounidense que juega en la posición de cornerback y actualmente es agente libre de la National Football League (NFL).

## Biografía
Harris nació en Tulsa, Oklahoma, y asistió a Bixby High School en Bixby, Oklahoma, donde practicó tres deportes; fútbol americano, baloncesto y atletismo.
En fútbol, Harris fue una selección de primer equipo All-Metro, después de sus temporadas como junior y sénior. Como júnior, Harris fue All-State. Él consiguió 61 tackles, 4 intercepciones y 7 pases defendidos en 2006. Harris capturó 23 recepciones para 839 yardas durante su campaña como sénior.

## Carrera

### Denver Broncos
Tras haber tenido una gran carrera universitaria, Harris no fue seleccionado en el draft de 2011, pero tenía la esperanza de jugar en algún equipo. Los Broncos le ofrecieron entrenar con ellos, y, gracias a su gran rendimiento en los entrenamientos, Harris se ganó un puesto en el equipo.
En su primer partido, que fue contra los Green Bay Packers, Harris reemplazó al lesionado (y veterano) Champ Bailey. Harris acabó el encuentro con 3 tackles y ganándose así la oportunidad de seguir jugando.
Con los Broncos, Harris ha conseguido 5 títulos de división consecutivos, 2 campeonatos de la AFC y ha llegado a dos Super Bowls (48 y 50) en tres años, perdiendo la primera frente a los Seattle Seahawks por 43-8 y ganando la segunda frente a los Carolina Panthers por 24-10.

### Los Angeles Chargers
El 18 de marzo de 2020, Harris firmó un contrato de dos años y $20 millones con Los Angeles Chargers. El 29 de septiembre fue colocado en la lista de lesionados luego de lesionarse un pie en la Semana 3 ante los Carolina Panthers. Fue activado el 27 de noviembre, y logró su primera intercepción con el equipo ante Marcus Mariota de Las Vegas Raiders en la Semana 15.

### New Orleans Saints
El 4 de octubre de 2022, los New Orleans Saints contrataron a Harris para el equipo de práctica y fue firmado al primer equipo el 29 de octubre. Terminó la temporada 2022 con una captura, 29 tacleadas, tres pases defendidos y un balón suelto forzado en diez juegos, cuatro como titular.

## Estadísticas generales
|  | Seleccionado al Pro Bowl |

| Año   | Equipo | Juegos | Juegos | Tacleadas | Tacleadas | Tacleadas | Tacleadas | Intercepciones | Intercepciones | Intercepciones | Intercepciones | Intercepciones | Intercepciones | Balones sueltos | Balones sueltos | Balones sueltos | Balones sueltos |
| Año   | Equipo | GP     | GS     | Comb      | Total     | Ast       | Sck       | PDef           | Int            | Yds            | Avg            | Lng            | TDs            | FF              | FR              | Yds             | TDs             |
| ----- | ------ | ------ | ------ | --------- | --------- | --------- | --------- | -------------- | -------------- | -------------- | -------------- | -------------- | -------------- | --------------- | --------------- | --------------- | --------------- |
| 2011  | DEN    | 16     | 4      | 71        | 61        | 10        | 0.0       | 6              | 1              | 15             | 15.0           | 15             | 0              | 0               | 1               | 0               | 0               |
| 2012  | DEN    | 15     | 12     | 61        | 51        | 10        | 2.5       | 9              | 3              | 144            | 48.0           | 98             | 2              | 0               | 1               | 0               | 0               |
| 2013  | DEN    | 16     | 15     | 65        | 58        | 7         | 0.0       | 14             | 3              | 1              | 0.3            | 1              | 0              | 0               | 0               | --              | --              |
| 2014  | DEN    | 16     | 16     | 55        | 51        | 4         | 1.0       | 17             | 3              | 52             | 17.3           | 38             | 0              | 1               | 1               | 0               | 0               |
| 2015  | DEN    | 16     | 16     | 58        | 49        | 9         | 0.0       | 6              | 2              | 94             | 47.0           | 74             | 1              | 2               | 0               | --              | --              |
| 2016  | DEN    | 16     | 15     | 63        | 57        | 6         | 0.0       | 11             | 2              | 36             | 18.0           | 36             | 0              | 1               | 1               | 6               | 0               |
| 2017  | DEN    | 16     | 15     | 40        | 32        | 8         | 0.0       | 7              | 2              | 36             | 18.0           | 23             | 0              | 1               | 0               | --              | --              |
| 2018  | DEN    | 12     | 12     | 49        | 40        | 9         | 1.0       | 10             | 3              | 68             | 22.7           | 53             | 1              | 0               | 0               | --              | --              |
| 2019  | DEN    | 16     | 16     | 56        | 44        | 12        | 0.0       | 6              | 1              | 11             | 11.0           | 11             | 0              | 1               | 0               | --              | --              |
| 2020  | LAC    | 9      | 9      | 37        | 25        | 12        | 0.5       | 2              | 1              | 51             | 51.0           | 51             | 0              | 0               | 0               | --              | --              |
| 2021  | LAC    | 14     | 11     | 37        | 30        | 7         | 0.0       | 6              | 1              | 0              | 0.0            | 0              | 0              | 0               | 0               | --              | --              |
| 2022  | NO     | 10     | 4      | 29        | 26        | 3         | 1.0       | 3              | --             | --             | --             | --             | --             | 1               | 0               | --              | --              |
| Total | Total  | 172    | 145    | 621       | 524       | 97        | 6.0       | 97             | 22             | 508            | 23.1           | 98             | 4              | 7               | 4               | 6               | 0               |

Fuente: Pro-Football-Reference.com

### Playoffs
| Temporada | Temporada | Temporada | Temporada | Tackles | Tackles | Tackles | Tackles | Intercepciones | Intercepciones | Intercepciones | Intercepciones | Fumbles | Fumbles |
| Año       | Equipo    | PJ        | PT        | TKL     | AST     | TOT     | SCK     | INT            | YDS            | LAR            | TD             | FOR     | FOR     |
| --------- | --------- | --------- | --------- | ------- | ------- | ------- | ------- | -------------- | -------------- | -------------- | -------------- | ------- | ------- |
| 2012      | Denver    | 2         | 1         | 7       | 6       | 13      | --      | --             | --             | --             | --             | --      | --      |
| 2013      | Denver    | 1         | 1         | 3       | --      | --      | --      | --             | --             | --             | --             | --      | --      |
| 2014      | Denver    | 2         | 1         | 2       | --      | --      | --      | --             | --             | --             | --             | --      | --      |
| 2015      | Denver    | 1         | 1         | 3       | --      | --      | --      | --             | --             | --             | --             | --      | --      |
| 2016      | Denver    | 3         | 3         | 13      | 2       | 15      | 1.0     | --             | --             | --             | --             | --      | --      |
| Total     | Total     | 9         | 7         | 28      | 8       | 36      | 1.0     | 0              | 0              | 0              | 0              | 0       | 0       |

## Vida personal
Harris, Jr. se casó con su novia de la universidad, Leah, con la que reside en Dallas durante la temporada baja.
Él es dueño de la Chris Harris, Jr. Foundation, cuya fundación creó en 2012. La organización se centra en la ayuda y apoyo a las personas que carecen de recursos. La fundación coopera con otras organizaciones como Big Brothers Big Sisters of America o The Salvation Army.